# Torneo Ciudad de Montevideo
El Torneo Ciudad de Montevideo fue una competición oficial de fútbol organizado por la Asociación Uruguaya de Fútbol, disputado en una única oportunidad, en 1973. Consistía en una competición que sumaba a todos los equipos de la Primera División y Segunda División de la AUF.
En su única edición, Nacional derrotó a Peñarol en la final por 2 goles a 1 en el Estadio Centenario. Este torneo es recordado además por el gol de arco a arco del golero tricolor Manga contra Racing, en la victoria alba por 7 a 0.

## Sistema de disputa
En el torneo participaron los doce clubes de la Primera División y los diez de la Segunda División, totalizando 22 equipos que se enfrentarían entre los meses de mayo y julio de 1973.
El sistema de disputa estableció dos grupos de once equipos cada uno, con la novedad de que su organización determinó que, atractivo para generar mayor interés en el público, no habría empates, definiéndose por lanzamientos desde el punto penal al ganador de cada partido que terminara igualado tras los 90 minutos reglamentarios.
Las series quedaron conformadas de la siguiente manera:
Serie 1: Bella Vista, Central Español, Cerro, Colón, Danubio, Fénix, Peñarol, River Plate, Salus, Sportivo Italiano-El Tanque y Sud América.
Serie 2: Cerrito, Defensor, Huracán Buceo, Liverpool, Miramar, Nacional, Progreso, Racing, Rampla Juniors, Rentistas y Wanderers.
Los ganadores da cada serie fueron Nacional y Peñarol, quienes disputaron una final para definir el campeón. El 22 de julio de 1973 se enfrentaron ambos equipos en el Estadio Centenario, con victoria de Nacional 2-1 con goles de Miguel Calandria (41') y Luis Fontora (83'), descontando para Peñarol Romeo Corbo (87').

## Campeones
| Año  | Campeón  | Final | Subcampeón |
| ---- | -------- | ----- | ---------- |
| 1973 | Nacional | 2:1   | Peñarol    |

### Títulos por equipo
| Equipo   | Títulos | Subtítulos | Años campeón | Años subcampeón |
| -------- | ------- | ---------- | ------------ | --------------- |
| Nacional | 1       | –          | 1973         |                 |
| Peñarol  | –       | 1          |              | 1973            |